# 聖皮埃爾 (蒙大拿州)
聖皮埃爾（英語：St. Pierre）是位於美國蒙大拿州希爾縣的普查規定居民點。

## 人口
根據2020年美國人口普查的數據，聖皮埃爾的面積為20.92平方千米，皆為陸地。當地共有人口364人，而人口密度為每平方千米17.4人。